# Biphase Mark Code
Con il termine Biphase Mark Code (BMC) si intende un sistema di codifica per flussi dati binari. Come tutti i sistemi di codifica, il suo scopo è evitare le possibili lunghe sequenze di zero o uno ripetuti, che causerebbero problemi di sincronizzazione. Questo problema, si noti, è presente anche nei flussi codificati con il sistema NRZ, mentre la sincronizzazione è molto più semplice usando il Biphase Mark Code.
Durante la codifica, il symbol rate deve essere il doppio del bitrate del segnale originale. Ogni bit dei dati originali è rappresentato da due stati logici che, insieme, formano un bit. Ogni uno logico è rappresentato come coppia di due bit differenti (10 or 01), mentre ogni zero logico da una coppia di bit uguali (00 or 11). Ogni livello logico all'inizio di una cella è invertito rispetto al livello alla fine della cella precedente. Nella codifica BMC gli zero e uno logici sono rappresentati allo stesso voltaggio, usando una polarità differente. Questo è rappresentato in questa immagine:
La codifica BMC permette una migliore sincronizzazione dal momento che c'è un'inversione di polarità almeno ogni due bit. Non è necessario conoscere la polarità del segnale inviato, poiché l'informazione codificata non è contenuta nel valori del voltaggio, bensì nel loro cambiamento: in altre parole, non è importante se viene ricevuto uno zero o un uno, ma solo se la polarità è la stessa o è differente dal valore precedente: tutto questo rende la sincronizzazione ancora più semplice.
Inoltre, i segnali codificati BMC hanno un valore medio nullo, riducendo così la potenza di trasmissione necessaria.
L'unica contropartita è il raddoppio della frequenza di clock.